# 丁耀民
丁耀民（1948年—），汉族，中华人民共和国政治人物、第十一届全国政协委员。
加入中国共产党，担任浙江省经贸委主任。2008年，当选第十一届全国政协委员，代表经济界，分入第三十六组。